# Ovčiarsko
Ovčiarsko (en hongrois : Juhászi) est une commune de la région de Žilina, en Slovaquie.

## Histoire
La première mention écrite du village date de 1289.

## Démographie

### Évolution de la population
| Année:               | 1994. | 2004.    | 2014.    | 2024.    |
| -------------------- | ----- | -------- | -------- | -------- |
| Nombre de personnes: | 423   | 483      | 621      | 744      |
| Différence:          |       | +14,18 % | +28,57 % | +19,80 % |

| Année:               | 2023. | 2024.   |
| -------------------- | ----- | ------- |
| Nombre de personnes: | 735   | 744     |
| Différence:          |       | +1,22 % |